# ベルナール・アッカ
ベルナール・アッカ（Bernard Ackah、1972年4月9日 - ）は、コートジボワール人の俳優、タレント。元男性総合格闘家、元キックボクサー。
ドイツ・ノルトライン＝ヴェストファーレン州ボン出身。日本東京都在住。元お笑い芸人で日本でお笑いコンビ塩コショーとして活動していた際、身体能力の高さを買われ総合格闘技デビュー。「闘うマスオさん芸人」の異名をもつ。

## 来歴
1972年、ドイツのボンで出生。1974年、2歳で日本に移住。幼少期を父親の仕事場であったコートジボワール大使館で過ごした。中学・高校と柔道を経験し、初段を持つ。その後、コートジボワールに帰国。1998年、26歳で韓国に渡り、延世大学校でテコンドーを2年間経験。
2001年、お笑いコンビ「塩コショー」を結成。2003年、同年デビューしたシンガーソングライター、林明日香のデビューCD「ake-kaze」のミュージックビデオに出演するなど、モデルとしても活動。
2007年3月12日、HERO'Sでシン・ヒョンピョと対戦。1Rに右ハイキックで相手をぐらつかせ、ストレート、アッパーの連打が入ったところでTKO勝ち。2007年6月2日、Dynamite!! USAで元NFLのスター選手ジョニー・モートンと対戦。1R38秒、カウンターの右フックで失神KO勝ち。2007年7月16日、HERO'Sでメルヴィン・マヌーフと対戦、1RにパンチラッシュでKO負け。2007年10月28日、HERO'S KOREA 2007でポアイ菅沼と対戦し、腕ひしぎ十字固めで見込み一本負け。2007年12月31日、K-1 PREMIUM 2007 Dynamite!!で武蔵とK-1ルールで対戦。1R序盤にパンチラッシュを見せたが、スタミナが切れ徐々に失速し、最後は反撃に転じた武蔵のカウンターの右フックで失神KO負け。
2008年3月15日、「塩コショー」の解散を発表し、芸人活動を休止した。2008年4月26日、全日本キックボクシング連盟に参戦。西脇恵一と対戦し、判定勝ち。2008年6月29日、K-1 WORLD GP 2008 IN FUKUOKAで行われたK-1 JAPAN GPに出場。1回戦で中迫強と対戦し、判定負け。2009年4月3日、初参戦となったシュートボクシングで岩下雅大と対戦し、判定勝ち。
2009年4月12日、第7回東日本サンボ選手権大会 +90kg級に出場、決勝で守光博史（木口道場）に敗れ、準優勝。2009年8月23日、DEEP 43 IMPACTで柳澤龍志と対戦し、開始7秒右ハイキックでKO勝ち。2009年12月19日、DEEP初のケージ大会となったDEEP CAGE IMPACT 2009で小阪俊二と対戦し、開始34秒スタンドパンチ連打でTKO勝ち。2010年4月17日、DEEP 47 IMPACTのライトヘビー級王者決定トーナメント・リザーブマッチで加藤実と対戦し、判定勝ち。
2011年10月29日、DEEP 54 IMPACTのメインイベントで王者中西良行とのタイトルマッチに挑戦、1Rにコーナーからの立ち上がり際のハイキックを受け、KO負けし王座獲得に失敗した。2011年10月29日、DEEP CAGE IMPACT 2011 in TOKYOで井上俊介と対戦し、バックハンドブローからのパウンドでKO負け。2012年2月18日、DEEP 57 IMPACTで悠羽輝と対戦し、チョークスリーパーで一本負けし、試合後に格闘技選手として引退を表明して今後は後進の育成をしていく事を語る。
2012年6月15日、DEEP 58 IMPACTにて引退エキシビジョン（2分3R）が行われ、1Rは野地竜太とのキックボクシングルール、2Rはキング・オブ・パンクラシストの佐藤豪則とのグラップリングルール、3Rは桜井隆多との総合格闘技ルールでエキシビジョンマッチを行った。試合後には引退セレモニーが催され、リング上で友人のボビー・オロゴンへの憧れや恩師の足立光や佐伯繁への感謝、選手を引退してもDEEPを一生懸命盛り上げていくことを語った。
2014年、DDTプロレスリングに1009代アイアンマンヘビーメタル級王座保持者でタレントのLiLiCoのボディーガードとして登場し平田一喜と対戦しハイキックで勝利、しかしDDTでの2戦目では高木三四郎に敗れる。2015年、DDT新年興行で高木三四郎に「プロレスがしたいです」と直訴しDDTのさいたまスーパーアリーナ興行への参戦が決まった。
その後、トレーニングジムトレーナー、バーのセキュリティーとして勤務する。

## 戦績

### 総合格闘技
| 総合格闘技 戦績 | 総合格闘技 戦績 | 総合格闘技 戦績 | 総合格闘技 戦績 | 総合格闘技 戦績 | 総合格闘技 戦績 | 総合格闘技 戦績 |
| --------------- | --------------- | --------------- | --------------- | --------------- | --------------- | --------------- |
| 11 試合         | (T)KO           | 一本            | 判定            | その他          | 引き分け        | 無効試合        |
| 5 勝            | 4               | 0               | 1               | 0               | 0               | 0               |
| 6 敗            | 3               | 2               | 1               | 0               | 0               | 0               |

| 勝敗 | 対戦相手             | 試合結果                          | 大会名                                                               | 開催年月日     |
| ×    | 悠羽輝               | 1R 3:35 チョークスリーパー        | DEEP 57 IMPACT 〜12年目の現実〜                                      | 2012年2月18日  |
| ×    | 井上俊介             | 1R 1:30 KO（パウンド）            | DEEP CAGE IMPACT 2011 in TOKYO 2nd ROUND                             | 2011年10月29日 |
| ×    | 中西良行             | 1R 1:07 KO（左ハイキック）        | DEEP 54 IMPACT 【DEEPライトヘビー級タイトルマッチ】                  | 2011年10月29日 |
| ○    | 加藤実               | 5分2R終了 判定5-0                 | DEEP 47 IMPACT 【ライトヘビー級王者決定トーナメント リザーブマッチ】 | 2010年4月17日  |
| ○    | 小阪俊二             | 1R 0:34 TKO（スタンドパンチ連打） | DEEP CAGE IMPACT 2009 第2部                                          | 2009年12月19日 |
| ○    | 柳澤龍志             | 1R 0:07 KO（右ハイキック）        | DEEP 43 IMPACT                                                       | 2009年8月23日  |
| ×    | RYO                  | 5分2R終了 判定0-3                 | DEEP 42 IMPACT                                                       | 2009年6月30日  |
| ×    | ポアイ菅沼           | 1R 3:05 腕ひしぎ十字固め          | HERO'S KOREA 2007                                                    | 2007年10月28日 |
| ×    | メルヴィン・マヌーフ | 1R 2:13 KO（スタンドパンチ連打）  | HERO'S 2007 ミドル級世界王者決定トーナメント開幕戦                   | 2007年7月16日  |
| ○    | ジョニー・モートン   | 1R 0:38 KO（右フック）            | Dynamite!! USA                                                       | 2007年6月2日   |
| ○    | シン・ヒョンピョ     | 1R 1:11 TKO（スタンドパンチ連打） | HERO'S 2007 開幕戦 〜名古屋初上陸〜                                  | 2007年3月12日  |

### キックボクシング
| キックボクシング 戦績 | キックボクシング 戦績 | キックボクシング 戦績 | キックボクシング 戦績 | キックボクシング 戦績 | キックボクシング 戦績 | キックボクシング 戦績 |
| --------------------- | --------------------- | --------------------- | --------------------- | --------------------- | --------------------- | --------------------- |
| 5 試合                | (T)KO                 | 判定                  | その他                | 引き分け              | 無効試合              |                       |
| 2 勝                  | 0                     | 2                     | 0                     | 0                     | 0                     |                       |
| 3 敗                  | 2                     | 1                     | 0                     | 0                     | 0                     |                       |

| 勝敗 | 対戦相手 | 試合結果               | 大会名                                                   | 開催年月日     |
| ○    | 岩下雅大 | 3R終了 判定2-0         | SHOOT BOXING 2009 武志道-bushido- 其の弐                 | 2009年4月3日   |
| ×    | 高森啓吾 | 1R 1:36 KO（左フック） | 日韓親善国際格闘技大会 GLADIATOR 【K-1ルール】           | 2008年8月16日  |
| ×    | 中迫強   | 3R終了 判定0-3         | K-1 WORLD GP 2008 IN FUKUOKA 【K-1 JAPAN GP 2008 1回戦】 | 2008年6月29日  |
| ○    | 西脇恵一 | 3R終了 判定2-0         | 全日本キックボクシング連盟「Spring Storm」               | 2008年4月26日  |
| ×    | 武蔵     | 3R 1:26 KO（左フック） | K-1 PREMIUM 2007 Dynamite!!                              | 2007年12月31日 |

## 人物・逸話
- 2歳の時に来日、日本語、フランス語、韓国語、英語の4か国語を話す。
- 24歳の時にフジテレビのモノマネ番組に出演、古畑任三郎、出川哲朗等のモノマネをした。
- モノマネ番組に出演した当時はラジオでDJをしていて、流暢な日本語の話し方のためにラジオでは外国人と信じてもらえずテレビに出てようやく信じてもらえると喜んでいた。
- めちゃ×2イケてるッ!（2003年10月4日、フジテレビ系） - 岡女体育祭での「飯田圭織の父親」役
- 日本人の女性と結婚し妻の両親と同居しながら日本で暮らしていたが、現在は離婚して家賃11万円のアパートに一人暮らしをしている。パーソナルトレーナーとしてジムの開設を目指している。
- 結婚時代には自らを「『サザエさん』のマスオさん」と称し、家庭内では「風呂は最後。（テレビの）チャンネル権もないです」と語っていた。格闘家としてデビューしたのち、2戦目の勝利を祝う席で義父から「チャンネル権もあげようかな」と言われた。
- 「クイズ!ヘキサゴンII」で共演した際の事、友人であるボビー・オロゴンに最近遊びにあまり誘ってもらえないと不満を言ったらボビーに「オマエの家（妻の実家）に気を使ってんだよ」と言い返された。
- 2008年4月から2011年3月まで放送されたテレビアニメ『遊☆戯☆王5D's』において、実況のMC役で声優デビューした。同アニメを原作としたゲーム『遊☆戯☆王5D's STARDUST ACCELERATOR -WORLD CHAMPIONSHIP 2009-』『遊☆戯☆王ゼアル デュエルターミナル』でも同MC役で出演している。
- 2009年8月29日に公開された『20世紀少年 最終章 ぼくらの旗』の撮影に参加するものの、劇場公開版ではカットされており、2010年8月27日の金曜ロードショー枠で放送された未公開エンディングでようやく日の目をみた。本人も後追いで知り、出かけていて出演シーンを見逃したとブログで語っている。
- 2011年6月1日配信スタート日のNTTドコモの携帯専用放送局BeeTVのドラマ『3枚目のボディガード〜ボクはキミだけを守りぬく〜』に出演。また、2012年9月23・30日の『仮面ライダーウィザード』の第4・5話ではケットシー（人間態・声）役として出演。
- 2013年6月22日に公開の映画『Moon Dream』にキング・ダダ役で出演。
- 2013年7月スタートのドラマ『超絶☆絶叫ランド』にチャーリー役で出演。

## 出演作品

### テレビアニメ
- 遊☆戯☆王5D's（2008年4月2日 - 2011年3月30日、テレビ東京） - MC 役
- メタルファイト ベイブレード（2009年、テレビ東京） - 多良場 役

### バラエティ
- AKBINGO!（2014年4月29日、日本テレビ） - 審査員（出演時はベル名義）として出演
- ダウンタウンのガキの使いやあらへんで!!（2015年4月26日、日本テレビ） - 刑執行人として出演

### テレビドラマ
- 仮面ライダーシリーズ
  - 仮面ライダーウィザード 第4・5話（2012年9月23日・30日） - ケットシー 役
  - 仮面ライダードライブ 第12話（2014年12月28日、テレビ朝日） - ガンマン 役
- 超絶☆絶叫ランド（2013年7月17日 - 9月25日、CBC） - チャーリー 役
- 軍師官兵衛（2014年、NHK） - 弥助 役

### 映画
- Moon Dream（2013年） - キング・ダダ 役
- TOKYO TRIBE（2014年） - ジャダキンス 役
- 帰ってきた動物戦隊ジュウオウジャー お命頂戴!地球王者決定戦（2017年） - コウキ 役

### ラジオ
- TOKYO BAY LINE 7300（Bayfm）